# Latrodectus hystrix
Latrodectus hystrix là một loài nhện trong họ Theridiidae.
Loài này thuộc chi Latrodectus. Latrodectus hystrix được Eugène Simon miêu tả năm 1890.